# Français populaire béninois
En Afrique francophone en général, comme au Bénin en particulier, la langue française est la langue officielle. Néanmoins son usage diffère de celui de la France et connaît un dynamisme important. Il existe quelques différences avec le français standard. Le français populaire béninois fait l’objet d’une véritable appropriation, d’une certaine « naturalisation », et porte la marque de l’histoire nationale, ou des changements politiques. Il n’est pas rare de faire de le même constat au niveau du français populaire burkinabè et du français de Côte d'Ivoire.

## Français populaire béninois
Liste de quelques exemples de différences linguistiques entre le  français standard et les expressions béninoises dénommées français populaire béninois, :
| Français béninois                                   | Signification |
| --------------------------------------------------- | --- |
| les « Mo »                                          | (Se lit comme mot ou maux) Expression utilisée dans les grandes villes capitales du Bénin, avoir des « mo » veut dire disposer des mégaoctets pour surfer sur Internet par le biais de son téléphone mobile, ou encore pour émettre des appels sur les réseaux sociaux notamment Whatsapp, Facebook et bien d’autres encore.                                                                                           |
| Faire MoMo                                          | Cette expression est employée dans le domaine de la finance digitale. Le sigle « Mo-Mo » est la dénomination donnée au service « Mobile Money » de l'opérateur de téléphonie mobile MTN au Bénin. Cette expression est utilisée généralement pour désigner ce service sur les deux réseaux qui le proposent au Bénin. Il est courant d’entendre des expressions telles que « fais-tu de momo ? » ou « fais moi momo ». |
| il y a trois jours                                  | Cette expression est utilisée lorsqu’il y a longtemps qu'on ne s'est pas vu (même après deux semaines ou un mois) ou à quelqu’un qu’on a perdu de vue depuis un moment et que l’on rencontre de façon inattendue, il vous dira : « Ça fait 3 jours » ou « Il y a trois jours ! » Votre interlocuteur répondra : « Un de plus ! »                                                                                       |
| Et ce matin ?                                       | C'est une expression utilisée pour demander comment était la nuit ou la matinée de son interlocuteur. |
| Tu vois ça ?                                        | Tu comprends ? |
| On est en train ?                                   | Lorsqu’on est en train de travailler, il arrive qu’un Béninois nous demande « Tu es en train ? » |
| Tu as fait un peu ?                                 | Traduction littérale en langue du Fon (Ablo kpèdéa), cette question est posée pour demander à quelqu’un comment s'est passée sa journée de travail. |
| On est là ?                                         | On utilise cette expression pour faire un coucou à quelqu'un. À l'interlocuteur de répondre : « Oui, on est là ». |
| Ou bien ?                                           | Cette expression est rajoutée à la fin d'une phrase pour signifier « j’ai raison, non ? » ou pour dire «N'est-ce pas?» |
| Je viens                                            | Expression pour dire à quelqu’un qu’on va lui accorder son attention bientôt. Ça pourrait signifier .«Attends-moi un instant !» |
| L’autre chose                                       | Il désigne l’argent qui est dû, c’est-à-dire la dette. On le désigne ainsi pour éviter qu’une tierce personne, notamment les enfants, ne comprenne les propos. |
| Cure-dents                                          | C’est une brosse à dents de type végétal généralement tendre avec laquelle on se brosse les dents en la mâchant pour faire sa toilette matinale et quotidienne |
| Un zem                                              | Taxi moto, le moyen de transport individualisé le plus développé au Bénin. C’est le diminutif de zémidjan qui signifie « prends-moi vite » |
| Les bonnes dames                                    | Expression désignant les femmes qui vendent de la nourriture au bord de la voie. |
| Un Tokpa-tokpa                                      | Mini bus dont la destination est principalement le marché Dantokpa. Il peut également partir du marché pour d'autres destinations. |
| Cloboto                                             | Moto à trois roues servant dans le transport de marchandises ou de personnes |
| Du sodabi                                           | Le sodabi est une eau-de-vie obtenue par la distillation du vin de palme. Il est notamment très produit dans la commune Adja |
| Du tchoukoutou                                      | C'est une bière de mil traditionnelle brassée au Bénin. on l’appelle dolo au Burkina Faso |
| Du tchakpalo                                        | C'est une bière de céréales traditionnelle brassée au sud du Sahara (Bénin, Côte d'Ivoire, ...). |
| Manger piment dans la bouche de quelqu'un           | Faire dire à la personne ce que l'on veut entendre ou ce que l'on connait |
| Connaître papier                                    | C'est faire preuve d’une grande capacité à parler et à écrire la langue française, de grande intelligence par rapport aux études. |
| Bonne assise                                        | C’est une marque de reconnaissance sur place à l’hôte de sa présence et de le prier de prolonger sa visite. Il est employé par tout le monde et dans tous les domaines (Administration, Universités, etc.) |
| Bonne arrivée                                       | C'est pour souhaiter la bienvenue à quelqu'un |
| On est ensemble                                     | C'est une expression qui est souvent utilisée pour dire qu’on se serre les coudes entre amis. C'est une expression de jeunesse. |
| Doucement                                           | Cette expression est utilisée pour dire pardon, faites attention ou veuillez m'excusez si vous heurtez quelqu'un. Si un Béninois vous heurte il dira doucement pour dire de bien vouloir l'excuser. |
| C'est gâté                                          | Ça ne marche plus, c'est en panne, c'est cassé. |
| Hisser le drapeau                                   | Pour désigner une femme qui a ses règles ou en période de menstruation |
| Ne même pas avoir un pagne à coucher                | Être démuni, être très pauvre |
| Agent permanent de l’État (APE)                     | Une expression qui désigne tout fonctionnaire, tout travailleur qui émarge au budget national. |
| Pouce                                               | Chose importante, pièce maîtresse. C’est pour non seulement rappeler qu’en Afrique on mange généralement avec la main, mais aussi le rôle capital que joue le pouce sur la main. |
| Enlever quelqu’un de quelque chose                  | Ça va, mais je n'ai pas d'argent |
| Une sucrerie                                        | Un soda (Coca-Cola, Fanta) |
| Dépose un caillou, ou une pierre (ou quelque chose) | Ces mots désignent l’argent, le pourboire et, par conséquent, l’acte de corruption sans lequel un dossier administratif, financier ou autre politique ne saurait être étudié et aboutir à la grande satisfaction de l'usager ou client, et dans les meilleurs délais. |
| Hier nuit                                           | La nuit dernière |
| Ça ne me dit rien                                   | Ça m'est égal |
| Brique                                              | Pour désigner une somme d’un million de francs CFA. |
| C'est caillou                                       | C'est difficile |
| Javer / s'ambiancer                                 | Faire la fête |
| Un cellulaire                                       | Un téléphone portable |
| Une go                                              | Une fille |
| Avoir un deuxième bureau                            | Avoir une maîtresse |
| Tranchant                                           | Cette expression est utilisée pour qualifier un homme de Don Juan ou qu’il est doué sur le plan sexuel. |
| Glisser                                             | Cette une métaphore utilisée par un homme pour dire qu'on a trompé son conjoint |
| Tu fréquentes où ?                                  | Où vas-tu à l'école ? |
| Demander la route                                   | Demander l'autorisation de partir / sortir du village |
| Venue de France                                     | Se dit d'une voiture usagée importée de France mais aussi d’innombrables variétés de marchandises usagées qu’elles viennent d’Italie, de Suisse ou d’Allemagne. C’est le « second hand » anglais qui désigne un produit d’occasion, une chose usagée. |
| Jusqu'à fatigué                                     | Trop |
| Le goudron                                          | Une route bitumée |
| C'est quoi même la chose ?                          | Qu'est-ce qu'il y a ? |
| La descente                                         | La fin de la journée de travail. |
| Sapeur                                              | Cette expression désigne celui qui s’habille avec finesse, un homme richement habillé. |
| Faire la java                                       | C’est faire la bombance, la folie des grandeurs, une grande fête ou du gaspillage et abus de toutes sortes. |
| Chercheur ou agro-pédologue (Gabriel)               | Une expression qui désigne la viande de porc |
| Poulet-bicyclette                                   | Cette expression désigne la volaille élevée à la maison et qui s’oppose au poulet importé de l’étranger (appelé poulet-morgue). C’est une volaille qualifiée de bio et très prisée. |
| Poulet-morgue                                       | Désigne le poulet surgelé importé. |
| Béninoiserie                                        | Cette expression désigne l’esprit de nuisance, les grenouillages et les petits jeux, les croc-en-jambes dont le Béninois fait preuve pour faire échec au projet de son prochain. C’est une mesquinerie méchante qui contre un honnête citoyen qui réussit dans les affaires. |
| Aujourd’hui, c’est aujourd’hui                      | Pour marquer que le temps de la patience est terminé et donc il est tant que l'on règle ses disconvenues maintenant |
| Dis pour toi                                        | Cette expression signifie occupe-toi de tes oignons, ne te mêle pas de ce qui ne te regarde point, balaie ta devanture. C’est une invitation à s’occuper de ses propres affaires au lieu de médire des autres. |
| Yovo                                                | Yovo veut dire « blanc » en langue locale Fon. Les Blancs sont souvent appelés Yovo par les Béninois. Il est fréquent d'entendre des enfants dans la rue, criant « Yovo yovo bonsoir ! », lorsqu’ils voient un Blanc, un Asiatique ou même un métis. Méwi veut dire noir en Fon. Les albinos sont également appelés yovo.                                                                                              |